# Hans Ulrich Lehmann
Hans Ulrich Lehmann (* 4. Mai 1937 in Biel; † 26. Januar 2013 in Zollikerberg) war ein Schweizer Komponist.

## Leben
Hans Ulrich Lehmann studierte Violoncello am Konservatorium Biel und Theorie bei Paul Müller-Zürich am Konservatorium Zürich. Er besuchte von 1960 bis 1963 Meisterklassen für Komposition bei Pierre Boulez und Karlheinz Stockhausen an der Musik-Akademie der Stadt Basel. Ausserdem studierte er Musikwissenschaft bei Kurt von Fischer an der Universität Zürich. Von 1961 bis 1972 war er Dozent an der Musik-Akademie der Stadt Basel sowie von 1969 bis 1990 Lehrbeauftragter für Neue Musik und Musiktheorie an der Universität Zürich und ab 1990 an der Universität Bern. Zu seinen Schülern gehörten u. a. Wolfram Schurig, Manuel Hidalgo, Hwang-Long Pan, Stefan Keller, Gérard Zinsstag, Alfred Zimmerlin, Mischa Käser, Thomas Gartmann und Max E. Keller. Von 1976 bis 1998 war er als Nachfolger von Sava Savoff Direktor der Zürcher Musikhochschule. Von 1983 bis 1986 war er Präsident des Schweizerischen Tonkünstlervereins und von 1991 bis 2011 Präsident der SUISA.

## Auszeichnungen
- 1973: Conrad-Ferdinand-Meyer-Preis
- 1988: Komponistenpreis des Schweizerischen Tonkünstlervereins
- 1990: Kunstpreis der Gemeinde Zollikon
- 1993: Kunstpreis der Stadt Zürich